# Granita

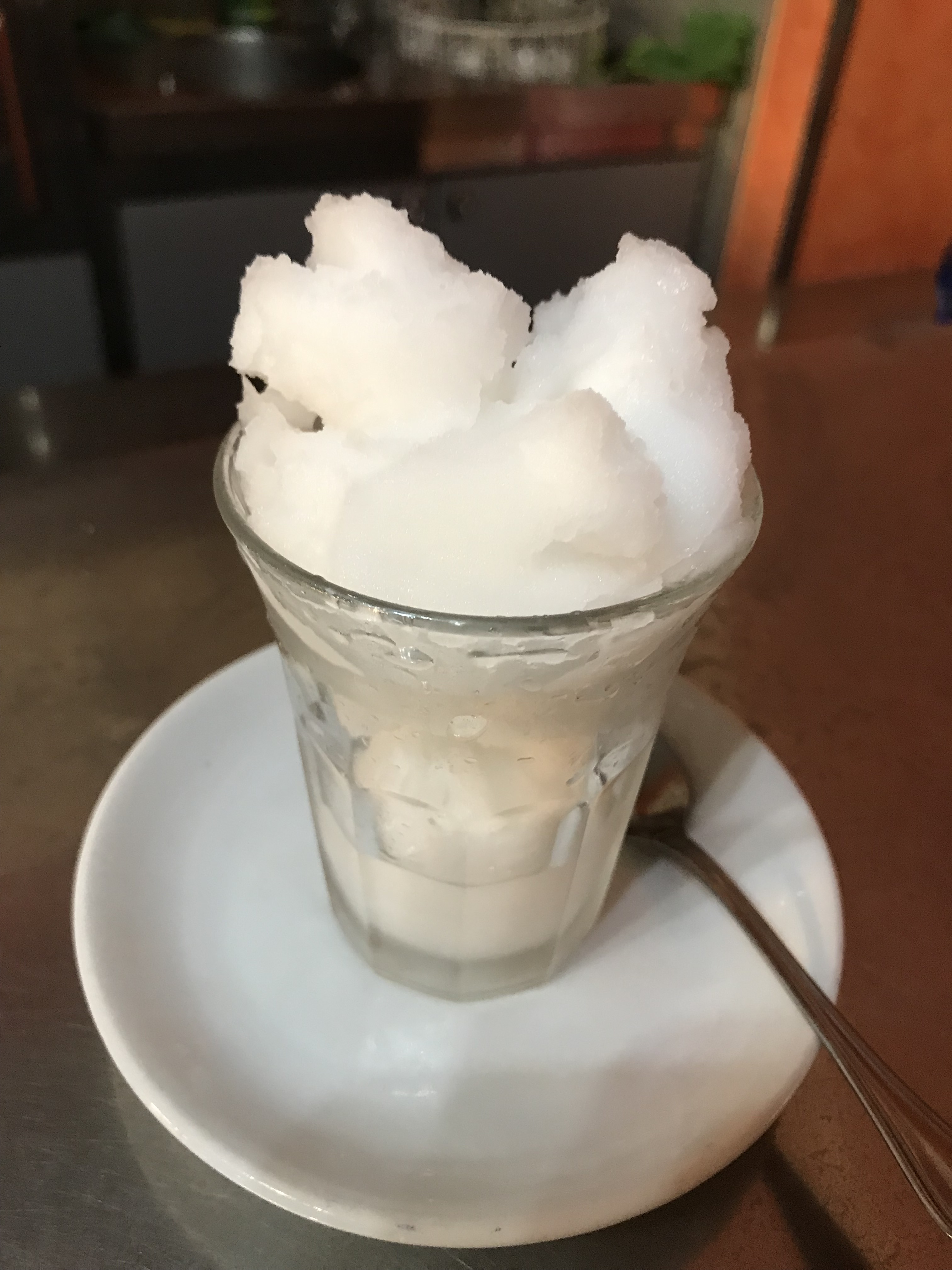
La granita, como esta de sabor almendra, en Sicilia.

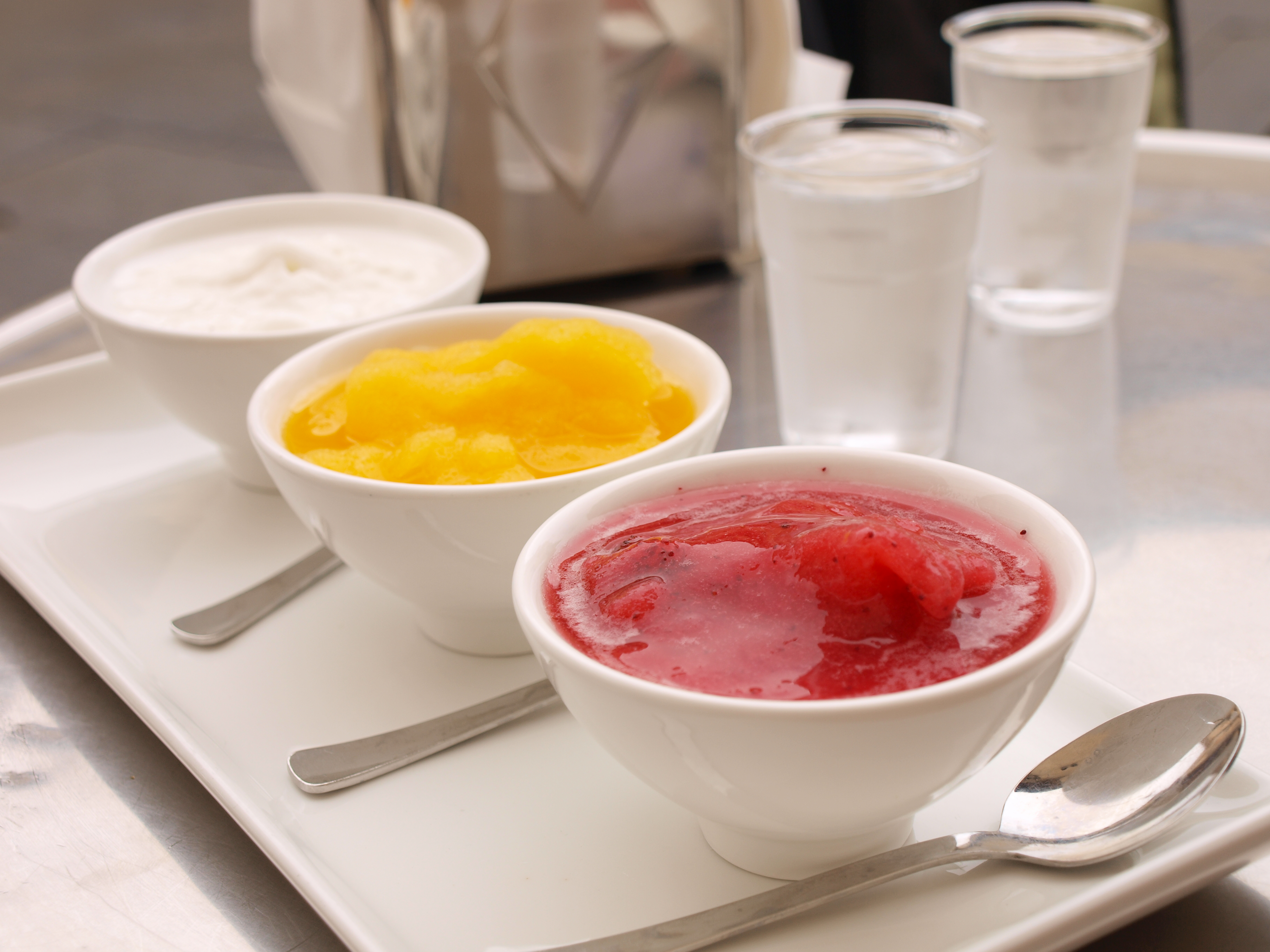
Trío de granitas.

La granita (en italiano también granita siciliana) es una bebida de consistencia parecida a un sorbete ligero, más fina que la de los granizados españoles. Se elabora con azúcar, agua y aderezos. Es originaria de Sicilia, si bien se encuentra en toda Italia. Relacionada con el sorbete y el helado italiano, en la mayor parte de Sicilia tiene una textura más gruesa y cristalina. El escritor gastronómico Jeffrey Steingarten afirma que «la textura deseada parece cambiar de ciudad en ciudad» en la isla: en la costa oeste y Palermo es donde se encuentra más grueso, y en el este es casi tan fino como el sorbete. Esto es en gran medida el resultado de diferentes técnicas de congelación: las variedades más finas se elaboran en una heladora, mientras las más gruesas se congelan solo con agitaciones ocasionales, y luego se raspan para obtener cristales sueltos.
Entre los sabores tradicionales y habituales están el limón, la mandarina, el jazmín, el café, la almendra, la menta, la piña y, en temporada, la fresa y la mora. Las granitas de chocolate son tradicionales en la ciudad de Catania y, según Steingarten, en ningún otro lugar de Sicilia. Los matices de los ingredientes sicilianos son importantes para el sabor final de la granita: los limones sicilianos son menos ácidos y más florales que el limón Meyer, mientras las almendras usadas contienen algunas amargas, cruciales para el toque distintivo.
La granita de café es muy común en la ciudad de Mesina, mientras la granita de almendras es popular en Catania. En verano es habitual tomar como desayuno un helado metido dentro de un brioche, como si fuera un bocadillo.
La granita se encuentra en Sicilia a menudo servida en un vaso de papel o plástico, con una cucharita de plástico o a veces con pajita.